# Peace Run
Der Peace Run (englisch wörtlich für „Friedens-Lauf“) ist ein globaler Fackellauf der nach Angaben der Veranstalter das Ziel hat, das friedvolle Zusammenleben zu fördern. Gegründet wurde er von dem indischen spirituellen Lehrer Sri Chinmoy.

## Geschichte

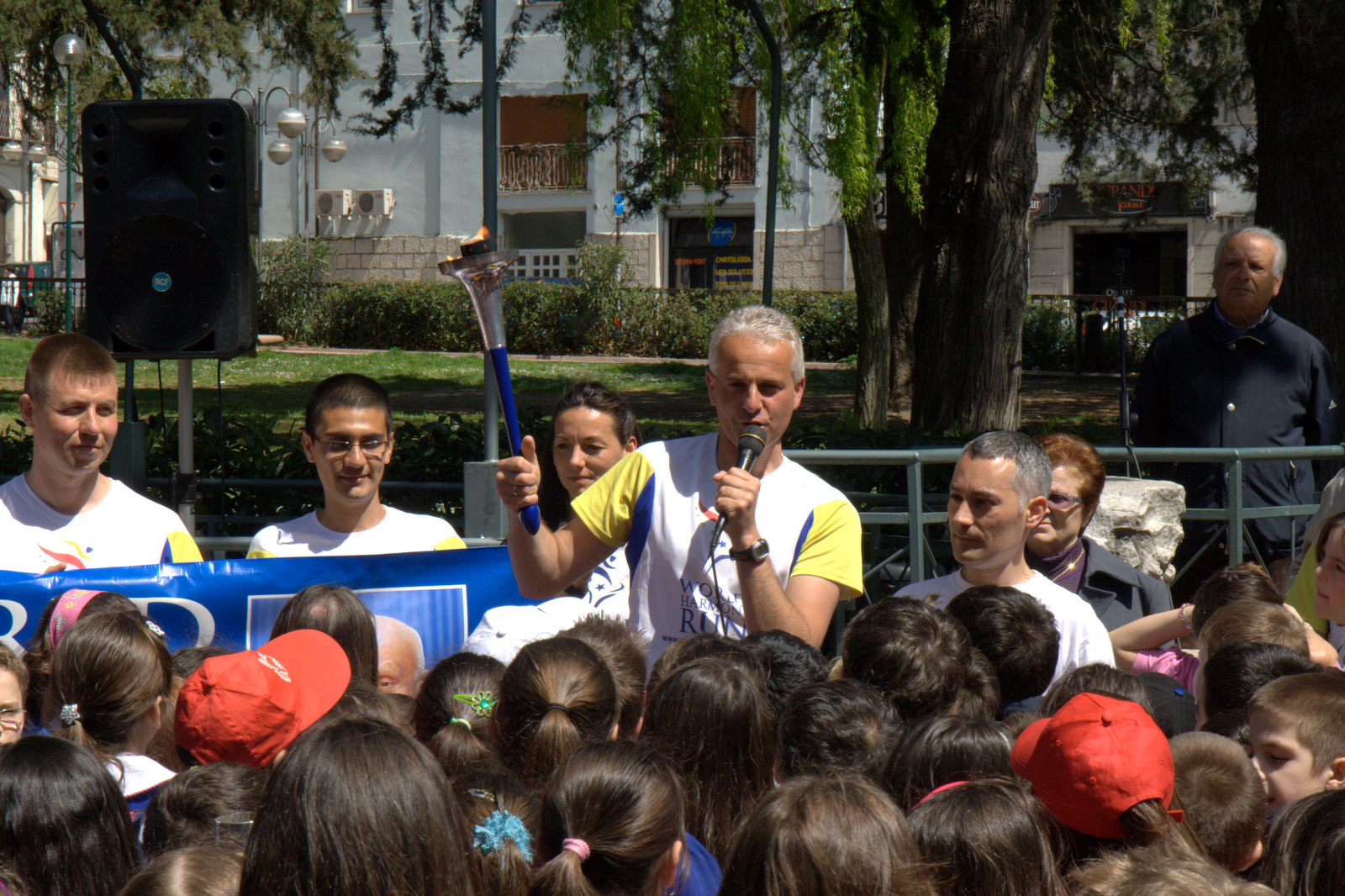
Isernia, Italien (2010)

1987 gründete Sri Chinmoy den internationalen Lauf „Peace Run“, der vor der UNO in New York mit Botschaftern unterschiedlicher Länder gestartet wurde. Zu Beginn wurde der Lauf alle zwei Jahre veranstaltet, später dann im jährlichen Turnus. Zwischen 2005 und 2012 wurde er „World Harmony Run“ genannt.

## Ablauf
Das Team aus Internationalen Läufern besucht mit der Fackel Schulen, Institutionen, Vereine, Laufclubs, sowie Parlamente und Rathäuser, Kirchen, Moscheen, Tempel und Synagogen. In Schulen kommen die Läufer zu Präsentationen, die das friedvolle Miteinander und die internationale Freundschaft fördern sollen. Der Peace Run wird von ehrenamtlichen Helfer organisiert und finanziert. 2014 wurde er durch 100 Länder und allen Kontinenten geführt. In Europa legte er 24 000 km zurück und ging durch alle Länder.